# Teodor z Tarsu

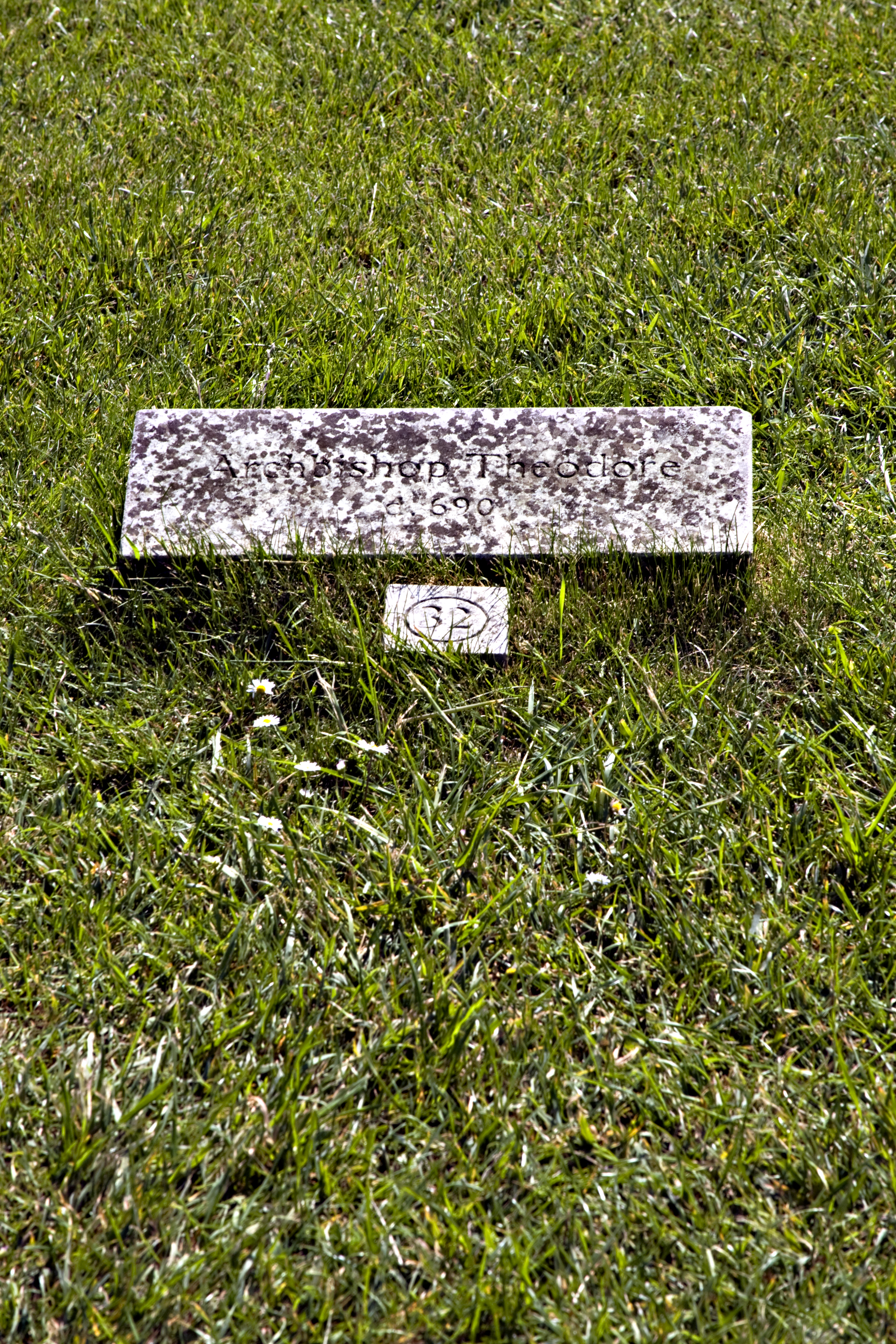
Grób św. Teodora na terenie dawniejszego opactwa św. Augustyna.

Teodor z Tarsu, Teodor z Canterbury (ur. 602 w Tarsie w Cylicji, zm. 19 września 690 w Canterbury) – bizantyjski teolog i zakonnik, arcybiskup Canterbury od 668, święty Kościoła katolickiego, anglikańskiego i niektórych Kościołów wschodnich. Obok św. Augustyna „drugi założyciel Kościoła w Anglii”.

## Życiorys
Teodor urodził się w południowo-wschodniej Azji Mniejszej w Tarsie na terytorium obecnej Turcji. Kształcił się najpierw w rodzinnym mieście, później w Atenach, skąd wyruszył do Italii. Tam został mnichem. W marcu 668 roku został wyświęcony na biskupa przez papieża Witaliana i mianowany na arcybiskupa Canterbury po 4 latach wakatu na urzędzie i synodzie w Whitby (664), kiedy to Anglosasi zdecydowali się przyjąć rzymską dyscyplinę kościelną. Poprzedni kandydat na to stanowisko Wighard zmarł przed konsekracją (+664) w wyniku panującej tam dżumy, która pochłonęła w owym czasie wiele istnień ludzkich, w tym kapłanów i biskupów. Papież wysłał Teodora do Brytanii wraz z doradcą Adrianem, któremu jako pierwszemu zaproponował arcybiskupstwo Canterbury. Ich przewodnikiem został Benedykt Biscop, nortumbryjski mnich, będący z pielgrzymką w Rzymie. Do Anglii dotarli przez Francję w maju 669 roku.

### Działalność
Po zlustrowaniu i obsadzeniu wakujących biskupstw w 673 roku zwołał Synod w Hertford, któremu przewodniczył. Zorganizował na nim anglosaską prowincję kościelną, rozgraniczył diecezje i wdrożył dyscyplinę zachodnią w zakresie administracji, obrzędów, kalendarza liturgicznego i studiów kościelnych. Przy rozgraniczaniu diecezji naraził się na długotrwały spór z Wilfrydem z Yorku. Do świetności doprowadził katedralną szkołę w Canterbury. Przewodniczył kolejnym synodom w Hatfield (680) i Twyford (684).
Zorganizował Kościół anglosaski, włączając go do wspólnoty europejskiej, mając na uwadze iroszkockie odrębności tamtejszych mnichów.

### Śmierć
Teodor zmarł w wieku 88 lat, prawdopodobnie w Canterbury i został pochowany w benedyktyńskim opactwie św. Augustyna (wcześniej opactwo Apostołów: Piotra i Pawła w pobliżu katedry), znajdującym się na liście światowego dziedzictwa UNESCO. W średniowieczu służyło jako miejsce pochówku arcybiskupów Canterbury i królów Kentu. Na jego grobie zostało wyryte epitafium, z którego do dzisiejszego dnia zachowało się tylko 8 znaków.
Pod imieniem Teodora zachował się "Akt pokuty", zebrany prawdopodobnie już po jego śmierci. Po raz pierwszy The Penitential of Theodore został opublikowany przez H. Wasserschlebena w 1851 roku.

## Kult
Teodor cieszył się szacunkiem i uznaniem za życia, jak i po śmierci. Szczególne uznanie miał u Bedy Czcigodnego. Uważano go za świętego, ale do martyrologiów trafił dość późno. W martyrologium rzymskim został wpisany pod dniem 19 lutego.
Wspomnienie liturgiczne w Kościele katolickim i anglikańskim obchodzone jest 19 września.
Wyznawcy prawosławia, choć kult nie jest powszechny, wspominają świętego 19 września/2 października, tj. 2 października według kalendarza gregoriańskiego.